# Paddhari
Paddhari è una suddivisione dell'India, classificata come census town, di 9.225 abitanti, situata nel distretto di Rajkot, nello stato federato del Gujarat. In base al numero di abitanti la città rientra nella classe V (da 5.000 a 9.999 persone).

## Geografia fisica
La città è situata a 22° 25' 60 N e 70° 35' 60 E e ha un'altitudine di 61 m s.l.m..

## Società

### Evoluzione demografica
Al censimento del 2001 la popolazione di Paddhari assommava a 9.225 persone, delle quali 4.724 maschi e 4.501 femmine. I bambini di età inferiore o uguale ai sei anni assommavano a 1.196, dei quali 644 maschi e 552 femmine. Infine, coloro che erano in grado di saper almeno leggere e scrivere erano 5.983, dei quali 3.320 maschi e 2.663 femmine.